# Ceffonds
Ceffonds ist eine französische Gemeinde mit 658 Einwohnern (Stand: 1. Januar 2022) im Département Haute-Marne in der Region Grand Est (bis 2015 Champagne-Ardenne). Sie gehört zum Arrondissement Saint-Dizier und ist Mitglied im Gemeindeverband Communauté d’agglomération du Grand Saint-Dizier, Der et Vallées. Die Bewohner werden Ceffondais und Ceffondaises genannt.

## Geografie
Ceffonds liegt in der dünn besiedelten südlichen Champagne, etwa 25 Kilometer südwestlich von Saint-Dizier, 28 Kilometer nördlich von Bar-sur-Aube und acht Kilometer südlich des Lac du Der-Chantecoq, des größten französischen Stausees. Der Oberlauf der Voire und der parallel verlaufende Ceffondet trennen Ceffonds von der gegenüberliegenden Kleinstadt Montier-en-Der. Umgeben wird Ceffonds von den Nachbargemeinden Montier-en-Der im Nordosten, Tilleux und Sommevoire im Südosten, Nully und Soulaines-Dhuys im Süden, Ville-aux-Bois und Louze im Südwesten, Longeville-sur-la-Laines im Westen sowie Puellemontier im Nordwesten.

## Geschichte
Der Name des Dorfes geht auf den gleichnamigen schmalen Flusslauf (le Ceffondet) zurück, der in Ceffonds in die Voire mündet. Seine Entstehung hat Ceffonds den Mönchen zu verdanken, die hier im Wald von Der ab dem 7. Jahrhundert siedelten. Ein Dorf namens Ceffonds wurde erstmals im Jahr 1020 erwähnt. Der Bischof von Troyes initiierte von der nahegelegenen Abtei Montier-en-Der aus den Bau einer ersten Kirche in Ceffonds im Jahr 1030, die dem Heiligen Remigius geweiht wurde. Die Äbte des Klosters Montier-en-Der waren lange Zeit die Herren von Ceffonds.
Nach Verheerungen im späten Mittelalter setzte durch das Anwerben von Migranten durch Mönche ein langsames Bevölkerungswachstum ein und ein bescheidener Wohlstand ergab sich aus den landwirtschaftlichen Erträgen der Dörfer Jagée, Flancourt und La Grève, die alle zur Gemeinde Ceffonds gehörten. Erfolgreich waren die zahlreichen Gerbereien in Ceffonds, von denen einige bis ins 19. Jahrhundert existierten.
Die vormals selbständigen Gemeinden Anglus und Sauvage-Magny wurden 1972 nach Ceffonds eingemeindet.

### Bevölkerungsentwicklung
| Jahr                       | 1962 | 1968 | 1975 | 1982 | 1990 | 1999 | 2010 | 2021 |
| -------------------------- | ---- | ---- | ---- | ---- | ---- | ---- | ---- | ---- |
| Einwohner                  | 571  | 546  | 618  | 619  | 608  | 586  | 636  | 659  |
| Quellen: Cassini und INSEE |      |      |      |      |      |      |      |      |

Im Jahr 1806 wurde mit 860 Bewohnern die bisher höchste Einwohnerzahl ermittelt. Die Zahlen basieren auf den Daten von cassini.ehess und INSEE.

## Sehenswürdigkeiten
- Kirche Saint-Remy, erbaut ab der Mitte des 12. Jahrhunderts im Stil der Romanik bis ins 16. Jahrhundert im Stil der Gotik und der frühen Renaissance, Monument historique[4]
- Kirche Saint-Éloi im Ortsteil Anglus
- Kirche Saint-Matthieu im Ortsteil Sauvage-Magny
- zwei Fachwerkhäuser aus dem 16. Jahrhundert, Monuments historiques[5][6]

Kirche Saint-Remy
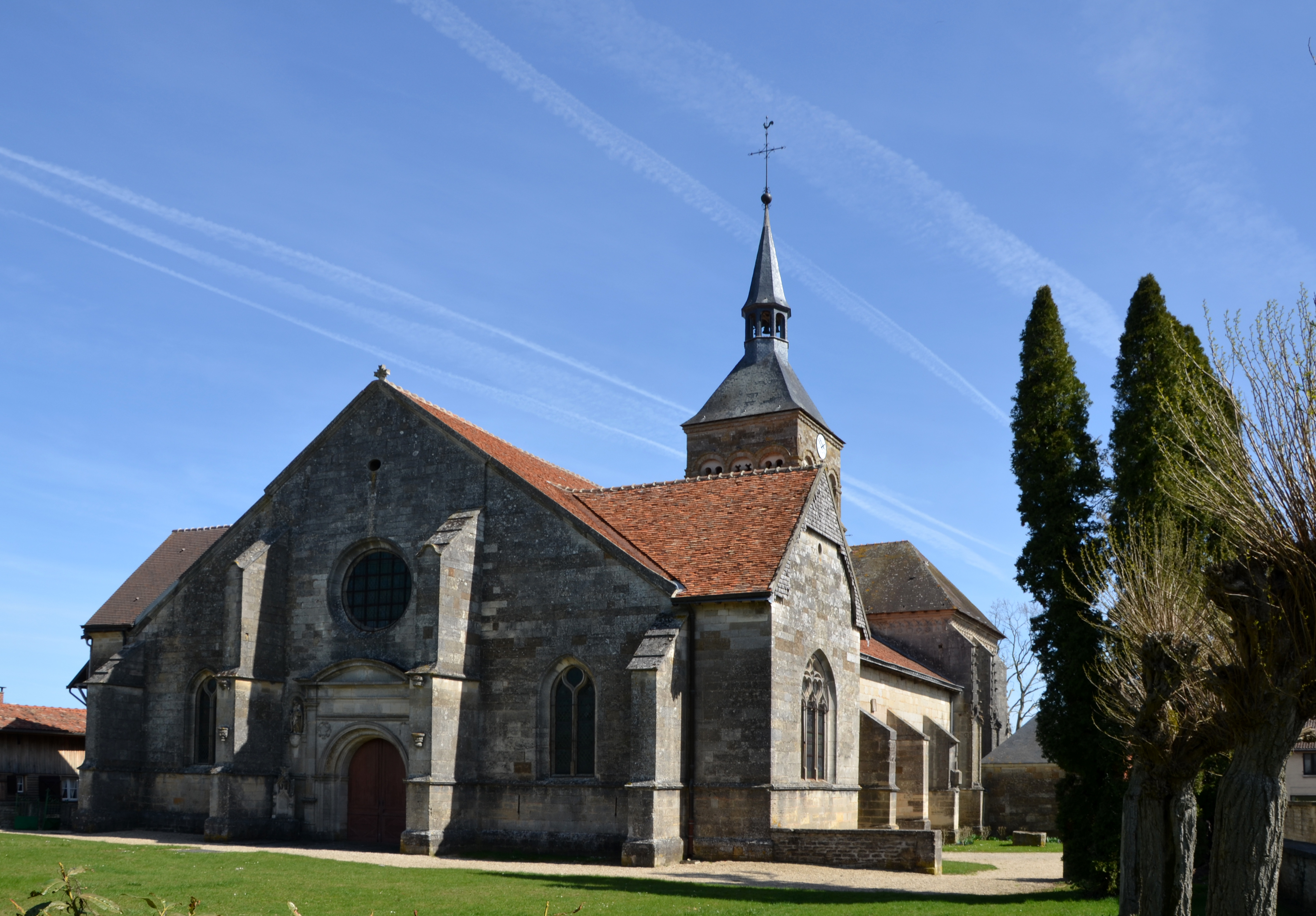
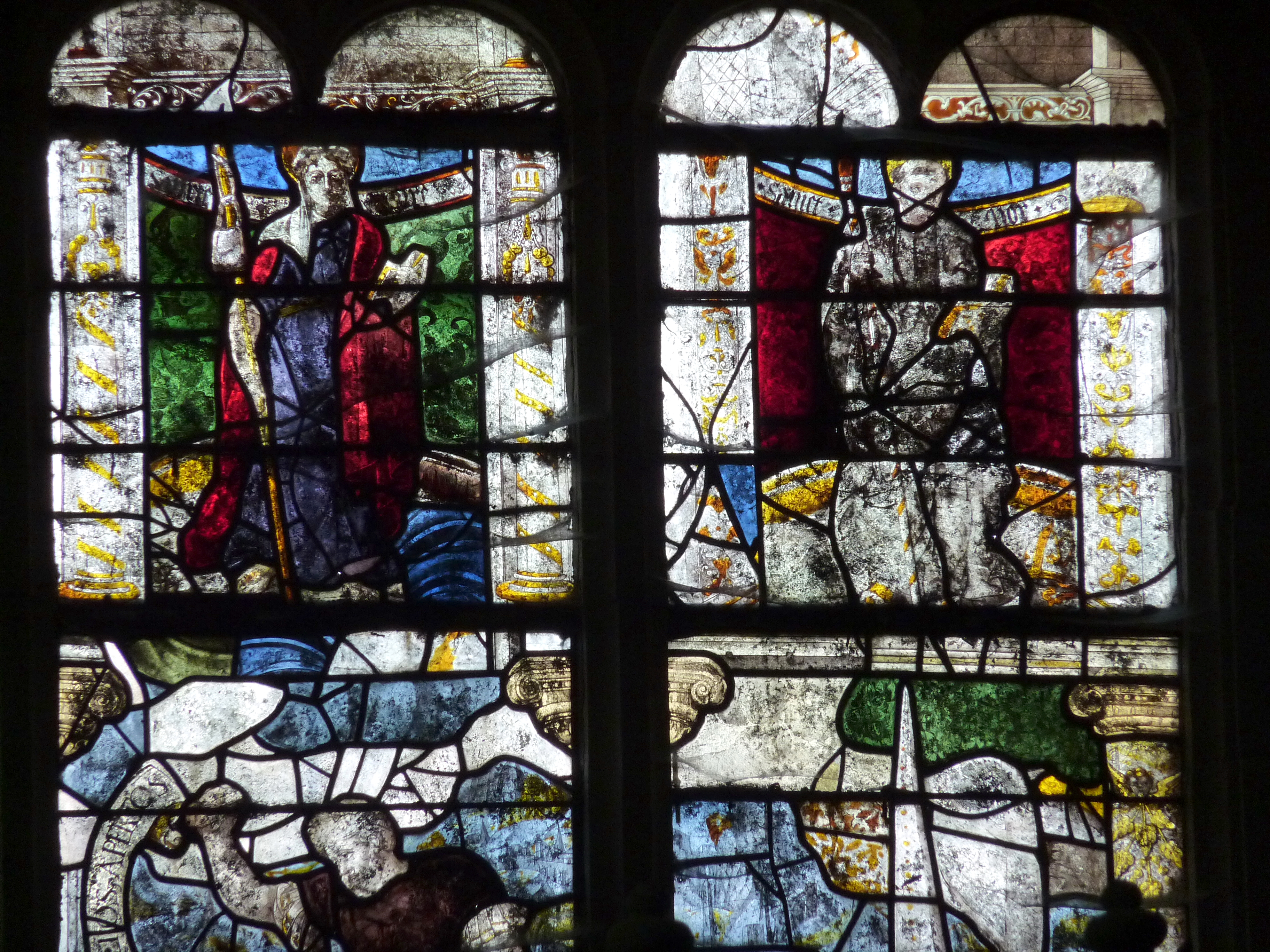

## Wirtschaft und Infrastruktur
Organ ist ländlich geprägt. In der Gemeinde Ceffonds sind drei Landwirtschaftsbetriebe ansässig (hauptsächlich Getreideanbau).
Durch die Gemeinde Ceffonds führt die Fernstraße D 400 (frühere Route nationale 400) von Saint-Dizier nach Brienne-le-Château. Im 50 Kilometer entfernten Saint-Dizier besteht ein Anschluss an die autobahnartig ausgebaute Route nationale 4 von Paris nach Nancy. In Saint-Dizier befindet sich auch der nächstgelegene Bahnhof.

## Persönlichkeiten
- Jacques d’Arc, Vater von Jeanne d’Arc, 1380 in Ceffonds geboren
- Alfred Loisy (1857–1940), katholischer Theologe und Historiker, in Ceffonds gestorben
- Nicolas Thevenin (* 1958), römisch-katholischer Geistlicher und Diplomat des Heiligen Stuhls, lebte in Ceffonds

## Belege
1. ↑  Geschichtsabriss auf www.paysduder.com (Memento des Originals vom 29. Juli 2021 im Internet Archive)  Info: Der Archivlink wurde automatisch eingesetzt und noch nicht geprüft. Bitte prüfe Original- und Archivlink gemäß Anleitung und entferne dann diesen Hinweis. (französisch)
2. ↑  Ceffonds auf cassini.ehess
3. ↑  Ceffonds auf INSEE
4. ↑  Eintrag Nr. PA00078980 in der Base Mérimée des französischen Kulturministeriums (französisch)
5. ↑  Eintrag Nr. PA00078981 in der Base Mérimée des französischen Kulturministeriums (französisch)
6. ↑  Eintrag Nr. PA00078982 in der Base Mérimée des französischen Kulturministeriums (französisch)
7. ↑  Landwirtschaftsbetriebe auf annuaire-mairie.fr (französisch)